# Autoserica servilis
Autoserica servilis är en skalbaggsart som beskrevs av Brenske 1898. Autoserica servilis ingår i släktet Autoserica och familjen Melolonthidae. Inga underarter finns listade.